# UFC Fight Night: Henderson vs. Thatch
UFC Fight Night: Henderson vs. Thatch (también conocido como UFC Fight Night 60) fue un evento de artes marciales mixtas celebrado por Ultimate Fighting Championship el 14 de febrero de 2015 en el 1stBank Center en Broomfield, Colorado.

## Historia
El evento estelar contaba con un combate de peso wélter entre Matt Brown y Tarec Saffiedine. Sin embargo, el 1 de enero, la UFC anunció que Saffiedine se había retirado de la pelea por una lesión en la ingle. El 13 de enero, Brown también fue retirado a favor de una pelea con Johny Hendricks en UFC 185. Posteriormente, el combate entre Stephen Thompson y Brandon Thatch fue nombrado como nuevo evento principal. A su vez, Thompson se retiró de la pelea el 30 de enero, citando una lesión en las costillas. Tras UFC 183, se anunció que el excampeón ligero Benson Henderson reemplazaría a Thompson.
Se esperaba que Thiago Tavares se enfrentará a Nik Lentz en el evento. Sin embargo, a finales de enero, Tavares se retiró de la pelea citando una lesión y fue sustituido cinco días después por Levan Makashvili. Posteriormente, el combate fue cancelado justo antes del pesaje.

## Premios extra
Cada peleador recibió un bono de $50,000.
- Pelea de la Noche: Benson Henderson vs. Brandon Thatch
- Actuación de la Noche: Neil Magny y Ray Borg